# Poro (mitología)

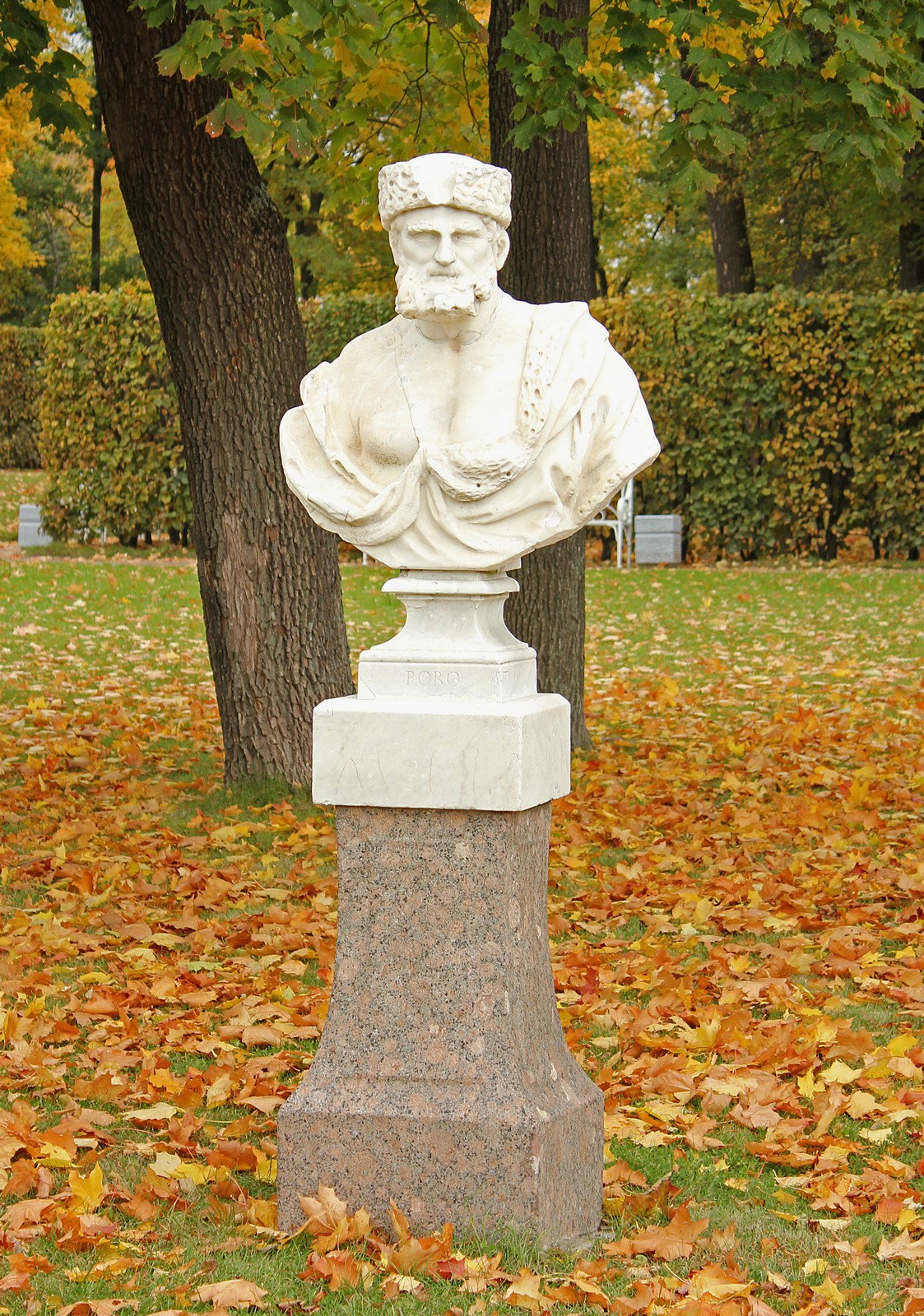
Busto de Poro en el parque Catherine de Tsarskoe Selo.

Poro o Poros (en griego Πόρος, ‘senda’, ‘camino’) era, en la mitología griega, ora uno de los seres primordiales, ora una personificación. 

## Etimología
Para Alcmán el significado de Poro está relacionado con un camino terrestre, una vía acuática o incluso una vía celeste (por ejemplo, el recorrido de los astros). Platón, sin embargo, también se ha atribuido a Poro un significado relacionado con el recurso, el medio o la artimaña que se emplea para superar una dificultad; a partir del significado de Póros, en relación con πείρω, «pasaje, abertura producida penetrando en cualquier cosa», se ha pasado al sentido figurado de «recurso, medio de superar una dificultad o un obstáculo, artimaña, remedio, salida». 

## En Alcmán
Según la cosmogonía del poeta Alcmán, Poro, Tecmor y Skotos (Σκότος, «lo oscuro») nacieron de una materia original confusa. El poder de los tres dioses —Tetis (Thesis), Poros y Tecmor—, acabaría formando a otra generación de dioses primordiales: el día (ἆμαρ, amar), la luna (σέλανα, selana), la obscuridad (σκότος, skótos; citada de nuevo), los destellos o estrellas (μαρμαρυγαί, marmarugas) y el sol.
En otro fragmento de este autor, se dice que Poro y Esa (Αἶσα) eran los dioses más antiguos; se entiende implícitamente que la necesidad absoluta y la libertad relativa son los principios básicos del mundo. Tetis (Thesis), a quien se relaciona con las aguas primordiales, también es otra de las divinidades de la cosmogonía de Alcmán. Por otra parte, en un escolio se interpreta que Poro es equivalente al Caos de Hesíodo. Πόρος al igual que Χάος en Hesíodo, cumple la función de primer modificador de la materia. Poros es el camino, la vía; Caos es la abertura, y de ahí su posible identificación. Una prueba de esta identificación la encontramos en el escolio al verso 14 del Partenio del Louvre, en el cual el comentarista iguala ambos términos.

## En Platón
Platón recoge una tradición posterior en la que la madre de Poro es Metis («astucia»). En este contexto Πόρος tiene el significado de «recurso», «adquisición», «remedio» o «ingresos». El autor narra, a continuación, una romántica versión de cómo nació el amor: 
Cuando terminó una fiesta en honor a Afrodita a la que habían sido invitados todos los dioses, Penia, personificación de la pobreza, acudió para pedir las sobras. Mientras, Poro, embriagado por el néctar, se había tumbado en el patio para descansar y se había quedado dormido. Penia lo vio y quiso tener un hijo con él, así que se acostó a su lado. De su unión nació el Amor, que si bien siempre sigue a Afrodita por haber nacido en su casa en un día a ella consagrado, en muchas ocasiones se reviste de pobreza y vaga por las calles. Como su padre, atenta contra la riqueza y el bienestar, haciendo que los hombres se peleen unos contra otros.